# Leonard McCoy
Dr. Leonard Horatio McCoy a Star Trek első sorozatának egyik szereplője, akit DeForest Kelley alakít. Dr. McCoy volt az eredeti Star Trek sorozat három legfontosabb szereplője közül az egyik. Ő volt a hajóorvos, a sorozat legemberibb szereplője, aki gyakran humoros összetűzésekbe került a hűvösen logikus Mr. Spockkal. Alapvetően jó szándékú, de olykor hirtelen haragú, szarkasztikus, néha aggodalmaskodó. Kedveli a mentakoktélt, és tart a transzportálástól.

## Háttere
Leonard McCoy 2227-ben született és a Mississippi Egyetemre járt. 2266-ban lett az Enterprise űrhajó főorvosa parancsnokhelyettesi rangban. 2270-ben visszavonul a Csillagflottától, 2271-ben azonban a V'Ger-krízis idején visszatér az Enterprise fedélzetére (ez a Csillagösvény c., első Star Trek mozifilmben látható), és ott is marad. Spock, mikor a II. film végén hősi halált hal, McCoynak adja át emlékezetét, melyet később sikerül újraegyesíteniük Spock regenerált testével.
Az ötödik mozifilmben érdekes mozzanat derül ki McCoy múltjából: mikor apja, David McCoy gyógyíthatatlan betegségben szenvedett, McCoy segített neki meghalni. Nem sokkal később azonban felfedezték a betegség gyógymódját, ezért McCoyt évtizedeken át gyötörte a bűntudat.
2293-ban McCoyt meggyanúsítják, hogy bűnös a klingon Gorkon kancellár elleni merényletben, és Kirkkel együtt a Rura Penthe börtönbolygóra száműzik, ahonnan megszökik, később tisztázza magát a vád alól.
McCoy volt az első az eredeti sorozat szereplői közül, aki feltűnt a The Next Generation-ben is, az első epizódban (Encounter at Far Point). A történet szerint ekkor már 137 éves volt.

## Rangja
- Az eredeti sorozatban és a rajzfilmsorozatban parancsnok-helyettes, az Enterprise hajóorvosa
- Az I.-VI. mozifilmben parancsnok
- Az Új nemzedék pilot epizódjában nyugalmazott admirális